# Dmitrij Aleksanin
Dmitrij Siergiejewicz Aleksanin (ros. Дмитрий Сергеевич Алексанин; ur. 18 grudnia 1991 w Ałmaty) – kazachstański szpadzista, olimpijczyk. 

## Kariera
Aleksanin zaczął trenować szermierkę w 2002 roku za namową matki. Jego pierwszym trenerem był Igor Jarmolkiewicz. Następnie trenował pod nadzorem krajowego szkoleniowca Walerija Dimowa.
Zadebiutował w Pucharze Świata w Legano w sezonie 2010-2011. Na igrzyskach olimpijskich w 2012 roku brał udział w szpadzie mężczyzn, ale został pokonany w pierwszej rundzie przez Silvio Fernándeza.
W 2014 roku zdobył drużynowo brązowy medal na igrzyskach azjatyckich w Inczonie, a na rozgrywanych cztery lata później igrzyskach azjatyckich w Dżakarcie był najlepszy indywidualnie i trzeci drużynowo.

## Osiągnięcia
| Rok  | Impreza             | Miejsce               |
| ---- | ------------------- | --------------------- |
| 2012 | Trophée Monal       | 3                     |
| 2013 | Uniwersjada         | 3                     |
| 2013 | Puchar Azji         | 1                     |
| 2013 | Mistrzostwa świata  | odpadł w ćwierćfinale |
| 2014 | Mistrzostwa Azji    | 1                     |
| 2014 | Igrzyska azjatyckie | 3                     |

## Źródła
- https://web.archive.org/web/20170427095817/http://www.mat-fencing.com/page.php?id=2379
- https://web.archive.org/web/20121112190131/http://www.sports-reference.com/olympics/athletes/al/dmitry-aleksanin-1.html
- https://web.archive.org/web/20170427192131/http://www.sport1.pl/PS-szpadzistow-Park-zwycieza-w-Buenos-Aires/a155966
- http://archive.is/zHWt0